# Неленгское
Неленгское — пресное озеро в северной части Шенкурского района и западной части Виноградовского района Архангельской области России. Расположено в 6 км к востоку от бывшего посёлка Дальний, на высоте 77,8 м над уровнем моря.
Площадь зеркала — 5,5 км², водосборная площадь — 25,3 км².
Озеро Неленгское образовалось в котловине после ухода ледника, имеет подковообразную форму. В озеро впадает несколько небольших притоков и вытекает река Неленга, соединяющая озеро с рекой Вага. Окружающая озеро местность сильно заболочена.